# LET L-13
LET L-13 Blaník是一款由捷克萊特库诺维采所生產的雙座位滑翔訓練機，是世上產量最多及最廣泛使用的滑翔機，美國空軍學院把L-13命名為TG-10C，用作基本飛行訓練。L-13於1956年由Karel Dlouhy其團隊所設計，在1958年投產，並大量出口至西歐及北美地區，至1978年生產了約2700架。首飛至今近半個世紀，L-13依舊是最廣泛使用的滑翔機。

## 性能
基本信息
- 机组：2

性能